# Daw (Mauritanie)
Pour les articles homonymes, voir Daw.
Daw (en arabe : ضو) est une commune rurale du sud de la Mauritanie, située dans le département de Maghama de la région de Gorgol.

## Géographie
La commune de Daw est située au sud dans la région de Gorgol et elle s'étend sur 252 km2.
Elle est délimitée au nord par la commune de Beilouguet Litame, à l’est par les communes de Maghama, Toulel et Wali Djantang, au sud par le fleuve Sénégal, qui fait la frontière avec le Sénégal, à l'ouest par la commune de Dolol Civé.

## Histoire
Daw a été érigée en commune par l'ordonnance du 20 octobre 1987 instituant les communes de Mauritanie.

## Démographie
Lors du Recensement général de la population et de l'habitat (RGPH) de 2000, Daw comptait 5 199 habitants.
Lors du RGPH de 2013, la commune en comptait 7 050, soit une croissance annuelle de 2,5 % sur 13 ans.

## Économie
L'agriculture est au centre de l'économie de Daw, comme quasiment toutes les communes de la région. Mais cette économie est fragile car elle rencontre des obstacles à son développement, notamment les conditions climatiques ou le manque de moyens des agriculteurs. Pour faire face à ces obstacles, l'état ou différentes ONG financent des projets qui améliorent les conditions de vie des habitants.